# Sclerothyone unicolumnus
Sclerothyone unicolumnus is een zeekomkommer uit de familie Sclerodactylidae.
De wetenschappelijke naam van de soort werd in 2008 gepubliceerd door A.S. Thandar.